# حقبة فرنسية

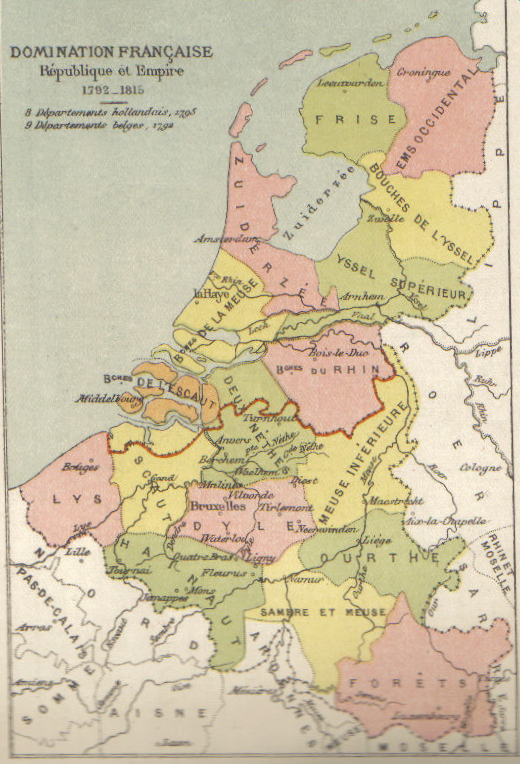

الحقبة الفرنسية (بالإنجليزية: French period، بالفرنسية: Période française، بالألمانية: Franzosenzeit، بالهولندية: Franse tijd) مصطلح يشير في علم تأريخ شمال أوروبا إلى الفترة الممتدة بين عامي 1794 و1815 تِبعًا للموقع المعني.
في علم التأريخ الألماني، ظهر المصطلح في القرن التاسع عشر وطوّر دلالات قومية. دخل حيّز الاستخدام في اللغة الألمانية الدنيا مع عمل فريتز رويتر الشعبي من الحقبة الفرنسية (1860) (بالألمانية الدينا: UT de Franzosentid). استُخدِم بالتزامن مع مفهوم «العداوة الموروثة» (بالألمانية: Erbfeind) للتعبير عن المشاعر المعادية لفرنسا كجزء من تشكيل هوية وطنية ألمانية، وبالتالي استُخدم بطريقة غير محايدة في ظل حكم القيصرية الألمانية (الرايخ الثاني) وألمانيا النازية (الرايخ الثالث). في ألمانيا، حُجِب هذا المصطلح منذ فترة ألمانيا الغربية، واستُبدِل بمصطلح «حروب الثورة الفرنسية»، أمّا مصطلح «الحروب النابليونية» فهو أكثر شيوعًا في يومنا هذا.

## خلفية تاريخية
في أعقاب معركة أوسترليتز وحرب التحالف الثالث، حلَّ نابليون الإمبراطورية الرومانية المقدسة، وضمَّ أجزاء من النمسا وبعض الولايات الألمانية إلى فرنسا، وأعاد تشكيل الولايات الألمانية فيما عُرِف باسم اتحاد الراين. كان نابليون «حامي» الاتحاد، ولكن بما أن الاتحاد كان في المقام الأول تحالفًا عسكريًا، فقد هيمنت فرنسا بشكل كامل على سياسته الخارجية، وكان لزامًا على الولايات أن تزود فرنسا بأعداد كبيرة من القوات العسكرية. تسبب أيضًا القلق بشأن التجنيد الجماعي (بالفرنسية: levée en masse) باندلاع انتفاضة عام 1798 عُرِفت باسم ثورة الفلاحين في مناطق بلجيكا ولوكسمبورغ الحالية. في ألمانيا، شكل نابليون ولايتين جديدتين -دوقية بيرغ الكبرى ومملكة فستفالن- اللتين أعطاهما لشقيقيه يواكيم مورات وجيروم بونابرت على التوالي. ضُمت الأراضي المنخفضة النمساوية وأسقفية أمير لييج لتصبحا إقليمين فرنسيين.
أُدخِل قانون نابوليون في ظل الاحتلال الفرنسي أثناء احتكاك الشعب الألماني بالمثل العليا للثورة الفرنسية بما في ذلك القومية. لم تكن بروسيا جزءًا من اتحاد الراين المُهيمَن عليه من قبل فرنسا، لكنها مع ذلك كانت محتلة من قبلها، ما أدى إلى خلق ديناميكية نحو الإصلاح الدستوري والسياسي والاجتماعي والعسكري الذي أثبت بدوره أهميته الحاسمة أثناء حرب التحرير. ضمن الاتحاد ذاته، كانت قد اندلعت أعمال شغب مسبقًا ضد الحكم الفرنسي، وبعد الدمار الذي أحدثه الجيش الفرنسي أثناء الغزو الفرنسي لروسيا، وقّع يورك قائد القوات البروسية على اتفاقية توراغن لوقف إطلاق النار مع روسيا. قدح هذا الأمر زناد حرب التحرير.

## النتائج
أسهمت الحقبة الفرنسية بشكل كبير في نشوء فكرة الوحدة والوعي الوطني في ألمانيا. وجدت المناطق العديدة بلهجاتها المختلفة في كفاحها ضد الاحتلال الفرنسي في اللغة «الألمانية» تعريفًا مشتركًا للمشاعر المعادية لفرنسا أو الحرية. في مهرجان فارتبورغ عام 1817 تشكلت أول حركات حقيقية في صفوف الطلاب مع ظهور الأخويات والمنظمات الطلابية واعتُبر اللون الأسود والأحمر والذهبي ترميزًا لذلك. بعد حقبة فورمرتس، قُمِعت رغبة التحرر من الحكومة حتى اندلاع ثورة مارس عام 1848 وتشكيل أول برلمان ألماني رغم أنه لم يضم جميع المناطق الناطقة بالألمانية. في حرب التحرير البروسية أُدخل التجنيد الإلزامي على غرار نموذج التجنيد الجماعي للجنرال غيرهارد فون شارنهورست وجرى أيضًا تطبيق إصلاحات الجيش البروسي. لم تشمل الإصلاحات البروسية (1807-1812) خلال الفترة الفرنسية الإلغاء الرسمي للإمبراطورية الرومانية المقدسة عام 1806 فحسب، بل شهدت أيضًا أكبر الاضطرابات السياسية والاجتماعية بين الحقبة الحديثة المبكرة والحقبة الحديثة في ألمانيا. ومع تنازل فرانسيس الثاني عن الإمبراطورية الرومانية المقدسة لصالح لإمبراطورية النمساوية، نشأ أيضًا انقسام سياسي بين بروسيا والنمسا الأمر الذي مهد الطريق للاستبعاد النمساوي من المسألة الألمانية.